# Flèche wallonne féminine 2012
Cet article concerne l'édition féminine de la Flèche wallonne. Pour la course masculine, voir Flèche wallonne 2012.
La 15e édition de la Flèche wallonne féminine a eu lieu le 18 avril 2012. Elle fait partie du calendrier de la Coupe du monde de cyclisme sur route féminine 2012. La course est remportée par l'Américaine Evelyn Stevens.

## Équipes
| Équipes féminines professionnelles (21)- AA Drink-leontien.nl - Be Pink - Bizkaia-Durango - Diadora-Pasta Zara - Dolmans-Boels - Faren-Honda - GSD Gestion - Hitec Products - Kleo Ladies - Lotto-Belisol Ladies - MCipollini - Giambenini - Gauss - GreenEdge-AIS - Stichting Rabo Women - RusVelo - Sengers Ladies - Skil-Argos - Specialized-Lululemon - Tibco-To the Top - Topsport Vlaanderen-Ridley - Vaiano Tepso - Vienne Futuroscope Équipes nationales (6)- Allemagne - États-Unis - France - Italie - Pays-Bas - Russie |
| |

## Parcours
Le parcours effectue une boucle au sud de Huy puis une petite boucle au nord. Il comporte neuf côtes ,:
| Num | Nom                         | km  | Longueur (m) | Pente moyenne | km de l'arrivée |
| --- | --------------------------- | --- | ------------ | ------------- | --------------- |
| 1   | Côte de Peu d'Eau           | ?   | 2 700        | 3,9 %         | ?               |
| 2   | Côte de Haut-Bois           | ?   | 1 600        | 4,8 %         | ?               |
| 3   | Côte de Groynne             | ?   | 2 000        | 3,5 %         | ?               |
| 4   | Côte de Bohissau            | ?   | 1 300        | 7,6 %         | ?               |
| 5   | Côte de Bousalle            | ?   | 1 700        | 4,9 %         | ?               |
| 6   | Mur de Huy                  | ?   | 1 300        | 9,3 %         | ?               |
| 7   | Côte d'Amay                 | ?   | 1 200        | 7,5 %         | ?               |
| 8   | Côte de Villers-le-Bouillet | ?   | 1 200        | 7,5 %         | ?               |
| 9   | Mur de Huy                  | 123 | 1 300        | 9,3 %         | 0               |

## Récit de la course

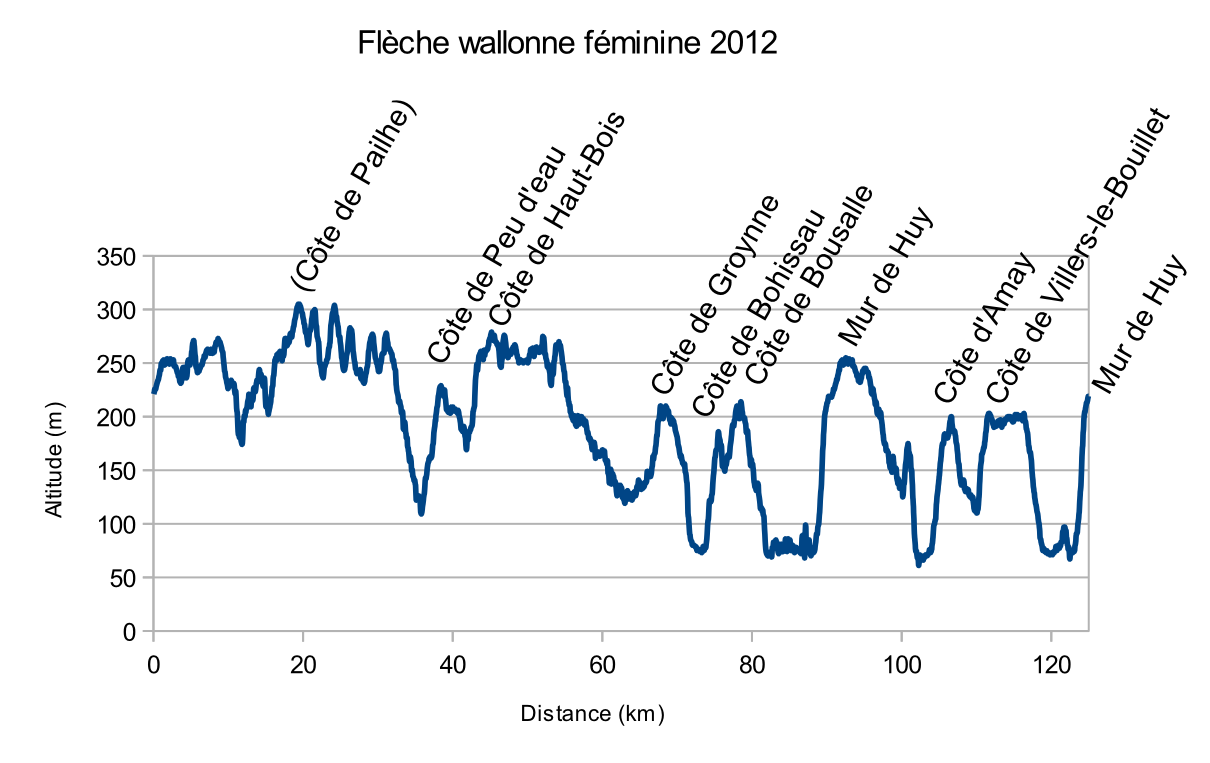
Profil de la course

Amanda Spratt réalise la première échappée. Alors que le peloton chasse, Marianne Vos et Emma Pooley sont victimes respectivement d'une chute et d'un accident mécanique. Amanda Spratt a jusqu'à deux minutes d'avance mais se fait rejoindre peu avant la première montée du mur de Huy. Dans celle-ci, Linda Villumsen et Lucinda Brand s'échappent . Elles sont rejointes par Clara Hughes. Cela oblige la Rabo Liv Women à sacrifier Pauline Ferrand-Prévot et Annemiek van Vleuten afin de revenir proche des fuyardes. Dans la montée finale, Marianne Vos donne le rythme. Elle est cependant suivie par Evelyn Stevens qui la double sur la fin,.

## Classement final
| \| Classement général \| Classement général \| Classement général \| Classement général \| Classement général \| \| Coureuse \| Coureuse \| Pays \| Équipe \| Temps \| \| ------------------ \| ------------------ \| ------------------ \| --------------------------- \| ------------------ \| \| 1re \| Evelyn Stevens \| États-Unis \| Specialized-Lululemon \| 3 h 26 min 32 s \| \| 2e \| Marianne Vos \| Pays-Bas \| Stichting Rabo Women \| + 4 s \| \| 3e \| Linda Villumsen \| Nouvelle-Zélande \| GreenEdge-AIS \| + 20 s \| \| 4e \| Lucinda Brand \| Pays-Bas \| AA Drink-Leontien.nl \| + 27 s \| \| 5e \| Ashleigh Moolman \| Afrique du Sud \| Lotto Belisol Ladies \| + 41 s \| \| 6e \| Judith Arndt \| Allemagne \| GreenEdge-AIS \| + 41 s \| \| 7e \| Megan Guarnier \| États-Unis \| Tibco-To the Top \| + 44 s \| \| 8e \| Clara Hughes \| Canada \| Specialized-Lululemon \| + 48 s \| \| 9e \| Emma Johansson \| Suède \| Hitec Products-Mistral Home \| + 48 s \| \| 10e \| Karol-Ann Canuel \| Canada \| Vienne Futuroscope \| + 51 s \| |                  |                  |                             |                 |
| |                  |                  |                             |                 |
| Source : Cycling Quotient |                  |                  |                             |                 |
| Classement général |                  |                  |                             |                 |
| Coureuse | Coureuse         | Pays             | Équipe                      | Temps           |
| 1re | Evelyn Stevens   | États-Unis       | Specialized-Lululemon       | 3 h 26 min 32 s |
| 2e | Marianne Vos     | Pays-Bas         | Stichting Rabo Women        | + 4 s           |
| 3e | Linda Villumsen  | Nouvelle-Zélande | GreenEdge-AIS               | + 20 s          |
| 4e | Lucinda Brand    | Pays-Bas         | AA Drink-Leontien.nl        | + 27 s          |
| 5e | Ashleigh Moolman | Afrique du Sud   | Lotto Belisol Ladies        | + 41 s          |
| 6e | Judith Arndt     | Allemagne        | GreenEdge-AIS               | + 41 s          |
| 7e | Megan Guarnier   | États-Unis       | Tibco-To the Top            | + 44 s          |
| 8e | Clara Hughes     | Canada           | Specialized-Lululemon       | + 48 s          |
| 9e | Emma Johansson   | Suède            | Hitec Products-Mistral Home | + 48 s          |
| 10e | Karol-Ann Canuel | Canada           | Vienne Futuroscope          | + 51 s          |

### Points attribués
| Position           | 1er | 2e | 3e | 4e | 5e | 6e | 7e | 8e | 9e | 10e | 11e | 12e | 13e | 14e | 15e |
| Classement général | 100 | 70 | 40 | 30 | 25 | 20 | 15 | 10 | 9  | 8   | 7   | 6   | 5   | 4   | 3   |

## Liste des participantes
| Légende | Légende                                                                    | Légende | Légende                                                    |
| ------- | -------------------------------------------------------------------------- | ------- | ---------------------------------------------------------- |
| Num     | Dossard de départ porté par le coureur sur cette Flèche wallonne féminine  | Pos     | Position à l'arrivée de la course                          |
|         | Indique un maillot de champion national ou mondial, suivi de sa spécialité | NP      | Indique un coureur qui n'a pas pris le départ de la course |
| AB      | Indique un coureur qui n'a pas terminé la course                           | HD      | Indique un coureur qui a terminé la course hors des délais |

| Rabo Women RBW                        | Rabo Women RBW               | Rabo Women RBW |
| ------------------------------------- | ---------------------------- | -------------- |
| Num                                   | Coureur                      | Pos            |
| 1                                     | Marianne Vos (NED) (route)   | 2e             |
| 2                                     | Tatiana Antoshina (RUS)      | 41e            |
| 3                                     | Liesbet De Vocht (BEL)       | 77e            |
| 4                                     | Pauline Ferrand-Prévot (FRA) | 11e            |
| 5                                     | Roxane Knetemann (NED)       | 78e            |
| 6                                     | Annemiek van Vleuten (NED)   | 13e            |
| Directeur sportif : Jeroen Blijlevens |                              |                |

| GreenEdge-AIS GEW                    | GreenEdge-AIS GEW      | GreenEdge-AIS GEW |
| ------------------------------------ | ---------------------- | ----------------- |
| Num                                  | Coureur                | Pos               |
| 11                                   | Judith Arndt (GER)     | 6e                |
| 13                                   | Loes Gunnewijk (NED)   | 73e               |
| 14                                   | Claudia Häusler (GER)  | 38e               |
| 15                                   | Amanda Spratt (AUS)    | 79e               |
| 16                                   | Linda Villumsen (NZL)  | 3e                |
| 17                                   | Tiffany Cromwell (AUS) | 18e               |
| Directeur sportif : David McPartland |                        |                   |

| Hitec Products-Mistral Home HPU   | Hitec Products-Mistral Home HPU          | Hitec Products-Mistral Home HPU |
| --------------------------------- | ---------------------------------------- | ------------------------------- |
| Num                               | Coureur                                  | Pos                             |
| 21                                | Emma Johansson (SWE) (route)             | 9e                              |
| 22                                | Christelle Ferrier-Bruneau (FRA) (route) | 39e                             |
| 23                                | Sylwia Kapusta (POL)                     | 34e                             |
| 24                                | Elisa Longo Borghini (ITA)               | 76e                             |
| 25                                | Lise Nöstvold (NOR)                      | 64e                             |
| 26                                | Sara Mustonen (SWE)                      | 113e                            |
| Directeur sportif : Martin Vestby |                                          |                                 |

| AA-Drink-Leontien.nl LNL       | AA-Drink-Leontien.nl LNL  | AA-Drink-Leontien.nl LNL |
| ------------------------------ | ------------------------- | ------------------------ |
| Num                            | Coureur                   | Pos                      |
| 31                             | Emma Pooley ( GBR)        | AB                       |
| 32                             | Lucinda Brand ( NED)      | 4e                       |
| 33                             | Jessie Daams ( BEL)       | AB                       |
| 34                             | Sharon Laws (GBR)         | 20e                      |
| 36                             | Marieke van Wanroij (NED) | 94e                      |
| 38                             | Carla Ryan (AUS)          | 32e                      |
| Directeur sportif : Danny Stam |                           |                          |

| Specialized-Lululemon SLU       | Specialized-Lululemon SLU | Specialized-Lululemon SLU |
| ------------------------------- | ------------------------- | ------------------------- |
| Num                             | Coureur                   | Pos                       |
| 41                              | Trixi Worrack (GER)       | 23e                       |
| 42                              | Emilia Fahlin (SWE)       | 104e                      |
| 43                              | Clara Hughes (CAN)        | 8e                        |
| 44                              | Amber Neben (USA)         | 14e                       |
| 45                              | Ally Stacher (USA)        | 84e                       |
| 46                              | Evelyn Stevens (USA)      | 1re                       |
| Directeur sportif : Ronny Lauke |                           |                           |

| MCipollini-Giambenini MCG             | MCipollini-Giambenini MCG | MCipollini-Giambenini MCG |
| ------------------------------------- | ------------------------- | ------------------------- |
| Num                                   | Coureur                   | Pos                       |
| 51                                    | Tatiana Guderzo (ITA)     | 29e                       |
| 52                                    | Monia Baccaille (ITA)     | 109e                      |
| 53                                    | Valentina Carretta (ITA)  | 57e                       |
| 54                                    | Elena Cecchini (ITA)      | 96e                       |
| 55                                    | Małgorzata Jasińska (POL) | 74e                       |
| 56                                    | Susanna Zorzi (ITA)       | 95e                       |
| Directeur sportif : Luisiana Pegoraro |                           |                           |

| Sélection nationale des États-Unis USA | Sélection nationale des États-Unis USA | Sélection nationale des États-Unis USA |
| -------------------------------------- | -------------------------------------- | -------------------------------------- |
| Num                                    | Coureur                                | Pos                                    |
| 61                                     | Andrea Dvorak (USA)                    | 30e                                    |
| 62                                     | Janel Holcomb (USA)                    | 83e                                    |
| 63                                     | Kristin McGrath (USA)                  | 35e                                    |
| 64                                     | Tayler Wiles (USA)                     | 88e                                    |
| 65                                     | Ruth Winder (USA)                      | 127e                                   |
| Directeur sportif : Tina Pic           |                                        |                                        |

| Skil-Argos SKI                       | Skil-Argos SKI           | Skil-Argos SKI |
| ------------------------------------ | ------------------------ | -------------- |
| Num                                  | Coureur                  | Pos            |
| 71                                   | Adrie Visser (NED)       | 31e            |
| 72                                   | Anne De Wildt (NED)      | 121e           |
| 73                                   | Kelly Markus (NED)       | AB             |
| 74                                   | Amy Pieters (NED)        | 61e            |
| 75                                   | Esra Tromp (NED)         | 122e           |
| 76                                   | Monique van de Ree (NED) | 128e           |
| Directeur sportif : Sharon van Essen |                          |                |

| BePink BPK                        | BePink BPK                     | BePink BPK |
| --------------------------------- | ------------------------------ | ---------- |
| Num                               | Coureur                        | Pos        |
| 81                                | Noemi Cantele (ITA) (route)    | 27e        |
| 82                                | Alena Amialiusik (BLR) (route) | 16e        |
| 83                                | Evelyn García (ESA)            | AB         |
| 84                                | Oxana Kozonchuk (RUS)          | 59e        |
| 85                                | Julia Martisova (RUS)          | 91e        |
| 86                                | Eleonora Patuzzo (ITA)         | 97e        |
| Directeur sportif : Sigrid Corneo |                                |            |

| Diadora-Pasta Zara DPZ                 | Diadora-Pasta Zara DPZ     | Diadora-Pasta Zara DPZ |
| -------------------------------------- | -------------------------- | ---------------------- |
| Num                                    | Coureur                    | Pos                    |
| 91                                     | Alona Andruk (UKR)         | 81e                    |
| 92                                     | Polona Batagelj (SLO)      | 56e                    |
| 95                                     | Inga Cilvinaite (LTU)      | 103e                   |
| 96                                     | Alessandra D'Ettorre (ITA) | 108e                   |
| 99                                     | Agne Silinyte (LTU)        | AB                     |
| 100                                    | Giorgia Bronzini (ITA)     | 80e                    |
| Directeur sportif : Maurizio Simonetti |                            |                        |

| Vienne Futuroscope FUT           | Vienne Futuroscope FUT | Vienne Futuroscope FUT |
| -------------------------------- | ---------------------- | ---------------------- |
| Num                              | Coureur                | Pos                    |
| 101                              | Julie Beveridge (CAN)  | 22e                    |
| 102                              | Karol-Ann Canuel (CAN) | 10e                    |
| 103                              | Andrea Graus (AUT)     | 28e                    |
| 104                              | Amélie Rivat (FRA)     | 24e                    |
| 105                              | Manon Souyris (FRA)    | 40e                    |
| 106                              | Carlee Taylor (AUS)    | 92e                    |
| Directeur sportif : Paul Brousse |                        |                        |

| Dolmans-Boels DLT             | Dolmans-Boels DLT          | Dolmans-Boels DLT |
| ----------------------------- | -------------------------- | ----------------- |
| Num                           | Coureur                    | Pos               |
| 111                           | Lieselot Decroix (BEL)     | 68e               |
| 112                           | Alie Gercama (NED)         | 126e              |
| 113                           | Anouska Koster (NED)       | 62e               |
| 115                           | Marissa Otten (NED)        | AB                |
| 116                           | Mascha Pijnenborg (NED)    | 65e               |
| 117                           | Pauliena Rooijakkers (NED) | 52e               |
| Directeur sportif : Bart Faes |                            |                   |

| GSD Gestion ESG                    | GSD Gestion ESG                 | GSD Gestion ESG |
| ---------------------------------- | ------------------------------- | --------------- |
| Num                                | Coureur                         | Pos             |
| 121                                | Christine Majerus (LUX) (route) | 25e             |
| 122                                | Mélanie Bravard (FRA)           | 66e             |
| 123                                | Siobhan Horgan (IRL)            | 42e             |
| 124                                | Lucie Pader (FRA)               | 93e             |
| 126                                | Patricia Schwager (SWI)         | 50e             |
| Directeur sportif : Gérard Valette |                                 |                 |

| Sengers Ladies SLT              | Sengers Ladies SLT         | Sengers Ladies SLT |
| ------------------------------- | -------------------------- | ------------------ |
| Num                             | Coureur                    | Pos                |
| 131                             | Anna van der Breggen (NED) | 12e                |
| 132                             | Birgit Lavrijssen (NED)    | AB                 |
| 133                             | Inge Roggeman (BEL)        | 100e               |
| 134                             | Geerike Schreurs (NED)     | 86e                |
| 136                             | Celine van Severen (BEL)   | AB                 |
| 139                             | Karen Verhestraeten (BEL)  | 12e                |
| Directeur sportif : Marc Bracke |                            |                    |

| RusVelo RVL                          | RusVelo RVL                | RusVelo RVL |
| ------------------------------------ | -------------------------- | ----------- |
| Num                                  | Coureur                    | Pos         |
| 141                                  | Hanka Kupfernagel (GER)    | 17e         |
| 142                                  | Natalia Boyarskaya (RUS)   | 36e         |
| 143                                  | Svetlana Boubnenkova (RUS) | AB          |
| 145                                  | Romy Kasper (GER)          | AB          |
| 146                                  | Irina Molicheva (RUS)      | 118e        |
| 148                                  | Olga Zabelinskaya (RUS)    | 54e         |
| Directeur sportif : Jochen Dornbusch |                            |             |

| Faren Honda FHT                          | Faren Honda FHT         | Faren Honda FHT |
| ---------------------------------------- | ----------------------- | --------------- |
| Num                                      | Coureur                 | Pos             |
| 151                                      | Nicole Cooke (GBR)      | AB              |
| 152                                      | Myfanwy Galloway (AUS)  | 123e            |
| 153                                      | Giuseppina Grassi (MEX) | 71e             |
| 154                                      | Fabiana Luperini (ITA)  | 70e             |
| 155                                      | Chiara Nadalutti (ITA)  | AB              |
| 156                                      | Elena Utrobina (RUS)    | 111e            |
| Directeur sportif : Fortunato Lacquaniti |                         |                 |

| Lotto Belisol Ladies LBL             | Lotto Belisol Ladies LBL   | Lotto Belisol Ladies LBL |
| ------------------------------------ | -------------------------- | ------------------------ |
| Num                                  | Coureur                    | Pos                      |
| 161                                  | Ashleigh Moolman (RSA)     | 5e                       |
| 162                                  | Sofie de Vuyst (BEL)       | 48e                      |
| 164                                  | Ludivine Henrion (BEL)     | 75e                      |
| 165                                  | Joanna van de Winkel (RSA) | 43e                      |
| 167                                  | Kaat Hannes (BEL)          | AB                       |
| 168                                  | Lise Olivier (RSA)         | 72e                      |
| Directeur sportif : Dany Schoonbaert |                            |                          |

| Topsport Vlaanderen-Ridley 2012 VLL    | Topsport Vlaanderen-Ridley 2012 VLL | Topsport Vlaanderen-Ridley 2012 VLL |
| -------------------------------------- | ----------------------------------- | ----------------------------------- |
| Num                                    | Coureur                             | Pos                                 |
| 171                                    | Els Belmans (BEL)                   | 67e                                 |
| 172                                    | Ine Beyen (BEL)                     | 51e                                 |
| 173                                    | Latoya Brulee (BEL)                 | AB                                  |
| 174                                    | Maaike Polspoel (BEL)               | 46e                                 |
| 176                                    | Anisha Vekemans (BEL)               | 98e                                 |
| 177                                    | Gilke Croket (BEL)                  | AB                                  |
| Directeur sportif : Christel Herremans |                                     |                                     |

| Sélection nationale des Pays-Bas NED | Sélection nationale des Pays-Bas NED | Sélection nationale des Pays-Bas NED |
| ------------------------------------ | ------------------------------------ | ------------------------------------ |
| Num                                  | Coureur                              | Pos                                  |
| 181                                  | Sophie de Boer (NED)                 | 89e                                  |
| 182                                  | Julia Soek (NED)                     | 105e                                 |
| 183                                  | Sabrina Stultiens (NED)              | 85e                                  |
| 184                                  | Josien van Wingerden (NED)           | AB                                   |
| 186                                  | Henriette Woering (NED)              | AB                                   |
| Directeur sportif : Johan Lammerts   |                                      |                                      |

| Vaiano Tepso VAI                | Vaiano Tepso VAI             | Vaiano Tepso VAI |
| ------------------------------- | ---------------------------- | ---------------- |
| Num                             | Coureur                      | Pos              |
| 191                             | Rasa Leleivytė (LTU) (route) | 19e              |
| 192                             | Valentina Bastianelli (ITA)  | AB               |
| 194                             | Aleksandra Sosenko (LTU)     | 112e             |
| 195                             | Katazina Sosna (LTU)         | 115e             |
| 197                             | Urte Juodvalkyte (LTU)       | AB               |
| 199                             | Anna Trevisi (ITA)           | AB               |
| Directeur sportif : Paolo Baldi |                              |                  |

| Sélection nationale de France FRA  | Sélection nationale de France FRA | Sélection nationale de France FRA |
| ---------------------------------- | --------------------------------- | --------------------------------- |
| Num                                | Coureur                           | Pos                               |
| 201                                | Aude Biannic (FRA)                | 26e                               |
| 202                                | Magdalena De Saint Jean (FRA)     | AB                                |
| 203                                | Julie Krasniak (FRA)              | 33e                               |
| 204                                | Mélodie Lesueur (FRA)             | 90e                               |
| 205                                | Alexia Muffat (FRA)               | 45e                               |
| 206                                | Edwige Pitel (FRA)                | 55e                               |
| Directeur sportif : Dany Bonnoront |                                   |                                   |

| Sélection nationale d’Allemagne GER | Sélection nationale d’Allemagne GER | Sélection nationale d’Allemagne GER |
| ----------------------------------- | ----------------------------------- | ----------------------------------- |
| Num                                 | Coureur                             | Pos                                 |
| 211                                 | Sarah-Lena Hofman (GER)             | 107e                                |
| 212                                 | Lisa Fischer (GER)                  | 110e                                |
| 213                                 | Lisa Küllmer (GER)                  | AB                                  |
| 215                                 | Lisa Poller (GER)                   | AB                                  |
| 216                                 | Anna Bianca Schnitzmeier (GER)      | 102e                                |
| 218                                 | Martina Zwick (GER)                 | 116e                                |
| Directeur sportif : André Korff     |                                     |                                     |

| Sélection nationale de Russie RUS | Sélection nationale de Russie RUS | Sélection nationale de Russie RUS |
| --------------------------------- | --------------------------------- | --------------------------------- |
| Num                               | Coureur                           | Pos                               |
| 201                               | Elena Bocharnikova (RUS)          | 114e                              |
| 202                               | Alexandra Burchenkova (RUS)       | 49e                               |
| 204                               | Marina Likhanova (RUS)            | 63e                               |
| 205                               | Larisa Pankova (RUS)              | 37e                               |
| 206                               | Aizan Zhaparova (RUS) (route)     | AB                                |
| 2068                              | Anastasia Chulkova (RUS)          | 119e                              |
| Directeur sportif : Yury Guryanov |                                   |                                   |

| Tibco-To the Top TIB                       | Tibco-To the Top TIB     | Tibco-To the Top TIB |
| ------------------------------------------ | ------------------------ | -------------------- |
| Num                                        | Coureur                  | Pos                  |
| 231                                        | Megan Guarnier (USA)     | 7e                   |
| 232                                        | Lauren Hall (USA)        | 87e                  |
| 233                                        | Amanda Miller (USA)      | 82e                  |
| 234                                        | Jennifer Purcell (USA)   | 101e                 |
| 235                                        | Samantha Schneider (USA) | 117e                 |
| 236                                        | Jennifer Wheeler (USA)   | 99e                  |
| Directeur sportif : Angela Van Smoorenburg |                          |                      |

| Bizkaia-Durango BPD                | Bizkaia-Durango BPD     | Bizkaia-Durango BPD |
| ---------------------------------- | ----------------------- | ------------------- |
| Num                                | Coureur                 | Pos                 |
| 241                                | Cristina Alcalde (ESP)  | AB                  |
| 242                                | Dorleta Eskamendi (ESP) | AB                  |
| 243                                | Joanne Hogan (AUS)      | 21e                 |
| 244                                | Gloria Rodriguez (ESP)  | AB                  |
| 245                                | Anna Sanchis (ESP)      | 58e                 |
| 246                                | Ane Santesteban (ESP)   | AB                  |
| Directeur sportif : Denis Gonzales |                         |                     |

| Kleo KLT                                | Kleo KLT                     | Kleo KLT |
| --------------------------------------- | ---------------------------- | -------- |
| Num                                     | Coureur                      | Pos      |
| 251                                     | Evelyn Arys (BEL)            | AB       |
| 253                                     | Martina Corazza (ITA)        | 106e     |
| 254                                     | Petra Dijkman (BEL)          | 60e      |
| 255                                     | Marie Lindberg (SWE)         | 125e     |
| 256                                     | Annelies van Doorslaer (BEL) | 47e      |
| 258                                     | Nathalie Lamborelle (LUX)    | 69e      |
| Directeur sportif : Heidi Van de Vijver |                              |          |

| Sélection nationale d’Italie ITA     | Sélection nationale d’Italie ITA | Sélection nationale d’Italie ITA |
| ------------------------------------ | -------------------------------- | -------------------------------- |
| Num                                  | Coureur                          | Pos                              |
| 261                                  | Elena Berlato (ITA)              | 53e                              |
| 262                                  | Viviana Gatto (ITA)              | 124e                             |
| 263                                  | Rossella Ratto (ITA)             | 15e                              |
| 264                                  | Valentina Scandolara (ITA)       | 44e                              |
| Directeur sportif : Edoardo Salvoldi |                                  |                                  |

Source.